# پل باهوکن
پل باهوکن (انگلیسی: Paul Bahoken؛ زادهٔ ۷ ژوئیهٔ ۱۹۵۵) بازیکن فوتبال اهل کامرون بود.
از باشگاه‌هایی که در آن بازی کرده‌است می‌توان به باشگاه فوتبال تروا، باشگاه فوتبال کن، باشگاه فوتبال استاد رنس، و باشگاه فوتبال والنسین اشاره کرد.
وی همچنین در تیم ملی فوتبال کامرون بازی کرده‌است.